# Samsung NX1
Le Samsung NX1 est un appareil photo numérique hybride SMART de 28,2 MP, utilisant la monture d’objectif du système NX (en). Une variété d'objectifs professionnels et grand public ont été introduits en même temps que l'appareil photo. Il a été annoncé par Samsung le 15 septembre 2014. Il utilise TIZEN OS comme système d’exploitation principal et dispose d’un enregistrement vidéo 4K. Le NX1 est doté d'un boîtier en alliage de magnésium tropicalisé, d'un écran tactile Super AMOLED inclinable de 3 pouces, d’un viseur électronique OLED de 2,36 millions de points avec un décalage de 5 ms, d’un écran d'information LCD sur le dessus de l'appareil photo, d’une connexion Wi-Fi 802.11ac et Bluetooth intégrée, d’une interface USB 3.0, d’un système AF hybride à corrélation de phase avec 205 points couvrant 90 % du cadre et d’une prise de vue en rafale à 15 images/s avec autofocus continu. Il peut produire des vidéos 4K 4:2:2 8 bits via HDMI, dispose d’une réduction du bruit adaptative sensible au contexte, d’un illuminateur AF à motif de rayures avec une portée de 15 m et d'une poignée d'alimentation en option. Il s’agissait du premier appareil photo disponible dans le commerce doté d'un capteur rétro-éclairé au format APS-C. Alors que Samsung n'a jamais officiellement annoncé l’arrêt du système NX, les principaux détaillants ont indiqué que le NX1 était « en rupture de stock » vers avril 2016.